# Dwayne Johnson
Pour les articles homonymes, voir Johnson.
Dwayne Johnson ([ˈdweɪn ˈd͡ʒɑnsən]) est un acteur, producteur et catcheur (lutteur professionnel) américano-canadien, né le 2 mai 1972 à Hayward (Californie). Il s'est d'abord fait connaître pour son travail à la World Wrestling Entertainment, sous le nom de The Rock, qu'il a aussi utilisé dans les premières années de sa carrière d'acteur, avant d'opter progressivement pour son vrai nom à partir de 2006, parfois en étant crédité avec les deux noms combinés : Dwayne « The Rock » Johnson.
Issu d'une famille de lutteurs, il devient lui aussi un catcheur reconnu au sein de la World Wrestling Federation / Entertainment. Sa carrière s'interrompt en 2004. Il revient cependant à la compétition de février 2011 à avril 2013, puis fait occasionnellement quelques apparitions.
Il commence vers la fin des années 1990 une carrière d'acteur à Hollywood, d'abord en mettant à profit sa notoriété précédente et en utilisant son nom de catcheur. Il accède rapidement aux premiers rôles dans les années 2000, devenant une vedette de cinéma à part entière en étant l'acteur principal de nombreux films d'action, jusqu'à devenir l'acteur le mieux payé au monde en 2016 et 2019 selon le magazine Forbes. Il fait aussi partie des cent personnes les plus influentes dans le monde selon le Time 100 de 2016 et 2019,.

## Biographie
Dwayne Douglas Johnson est le fils d'Ata Johnson (née Maivia le 25 octobre 1948) et du catcheur Rocky Johnson. Son grand-père maternel, Peter Maivia (en) était également catcheur et avait hérité à Samoa du statut d'Aliʻi (en) (membre de la noblesse samoane). Sa grand-mère maternelle, Lia Maivia, a participé aux Polynesian Pacific Pro Wrestling de 1982 à 1988 après la mort de son mari, devenant l'une des meilleures promotrices dans le catch féminin professionnel,. Son père, Afro-Canadien, est de Nouvelle-Écosse, au Canada, et sa mère est native des Samoa. Durant une brève période, il a vécu à Auckland, en Nouvelle-Zélande, avec la famille de sa mère. Son cousin Leati Joseph Anoa'i travaille à la WWE sous le nom de Roman Reigns. Il se blesse à l'épaule avant de pouvoir participer au repêchage NFL de 1995 et commence alors à jouer pour les Stampeders de Calgary dans la Ligue canadienne de football pour avoir une chance de se rendre dans la NFL de nouveau. Étant moins agile et moins rapide après sa blessure à l'épaule, il se rend compte que sa carrière en tant que joueur de football est terminée. Cette épreuve a conduit Dwayne à devenir catcheur professionnel comme son grand-père, Peter Maivia et son père, Rocky Johnson. Il gagne une très forte popularité dans la fédération World Wrestling Entertainment (WWE), initialement connue à l'époque en tant que World Wrestling Federation (WWF), de 1996 à 2004 et devient le premier catcheur de troisième génération de la compagnie. Il s'est rapidement intégré dans la WWF, premièrement en tant que « Rocky Maivia » et ensuite en tant que « The Rock », un membre de la Nation of Domination. Deux ans après avoir rejoint la WWF, Johnson gagne son titre de la WWE et devient l'un des catcheurs les plus populaires de l'histoire de la compagnie grâce à ses entrevues et ses promos.
« The Rock » a été dix fois champion du monde poids lourds, il remporte le titre du WWF/E Championship à huit reprises et deux fois le WCW/World Championship. En plus de ces championnats, il gagne également deux fois le WWF Intercontinental Championship et cinq fois le WWF Tag Team Championship ce qui en fait un Triple Crown Champion. Il a également remporté le Royal Rumble 2000. Connu comme un des plus grands showmans de l'histoire du catch, il enflamme les foules avec ses nombreuses catch-phrases, la plus célèbre étant : « If you smell what The Rock is cooking ? ». « The Rock » était à la fois, le principal rival et allié de Stone Cold Steve Austin, réputé comme étant le catcheur le plus apprécié de l'histoire.
En 2000, Johnson s'essaie à la littérature en publiant son autobiographie, The Rock Says. Cette autobiographie se classe à la première place du New York Times Best Seller list pendant plusieurs semaines.
Le 6 janvier 2001, il présente officiellement la Xbox pour la première fois aux côtés de Bill Gates. Cette même année, il commence sa carrière d'acteur et tourne occasionnellement dans des films avant de quitter la WWE, n'ayant plus d'obligation contractuelle avec son contrat en cours d'exécution allant jusqu'à fin 2004, pour se consacrer pleinement à cette nouvelle activité. Le 14 février 2011, il revient à la WWE mais souhaite privilégier sa carrière d'acteur.
En 2017, il annonce son intention de se présenter à l'élection présidentielle américaine puis précise, début 2018, que ce ne sera pas pour 2020, désirant d'abord s'aguerrir politiquement.

### Vie privée

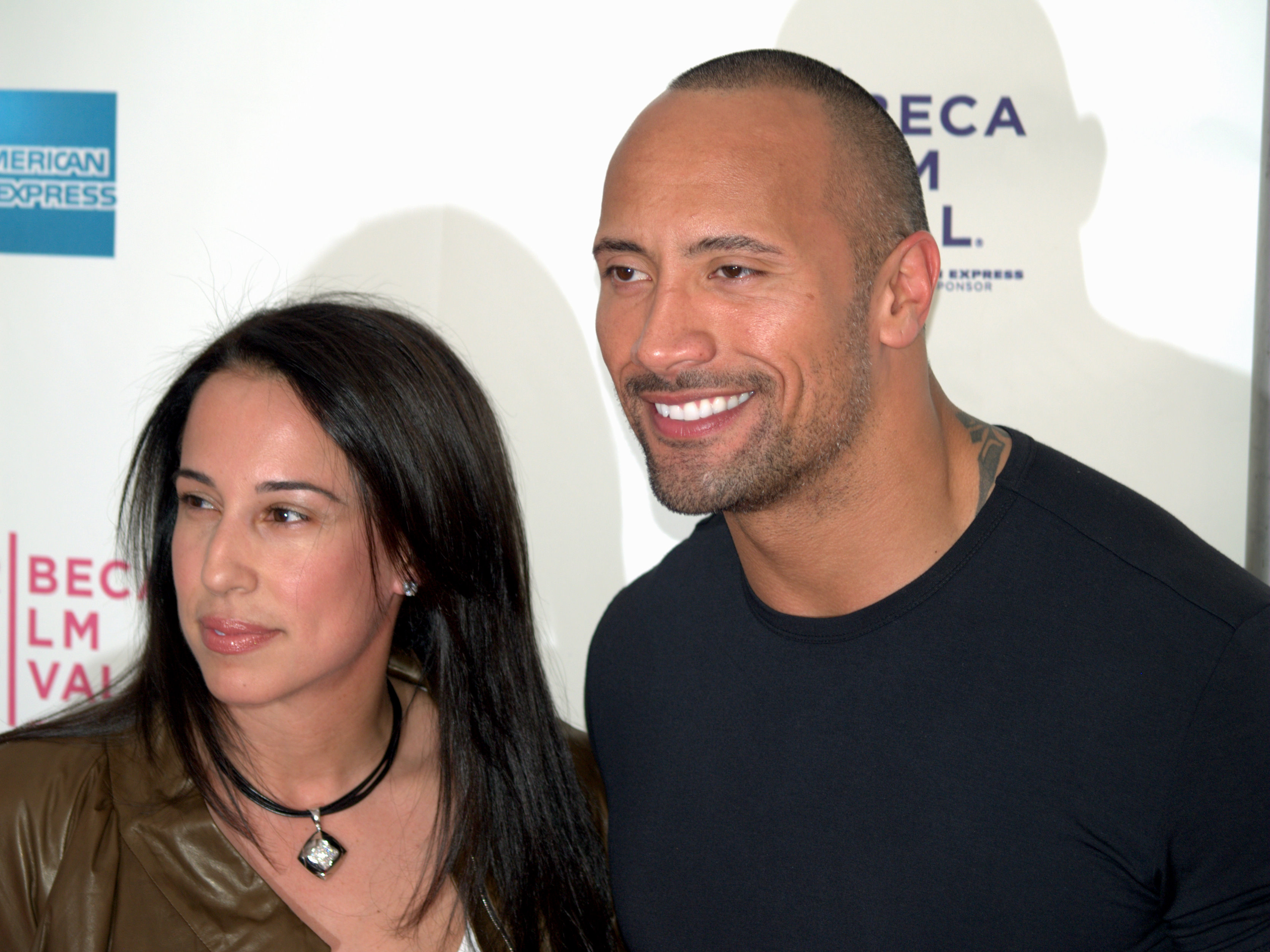
Dany Garcia et Dwayne « The Rock » Johnson en 2009.

Dwayne Johnson a épousé Dany Garcia le 3 mai 1997, au lendemain de ses 25 ans. Ils ont eu une fille, prénommée Simone Alexandra, née le 14 août 2001. Le 1er juin 2007, ils ont annoncé leur séparation à l'amiable et qu'ils passeraient le reste de leur vie comme les meilleurs amis.
Depuis 2008, il est le compagnon de Lauren Hashian (née le 8 septembre 1984), fille du musicien Sib Hashian (en). Ils ont eu une fille, prénommée Jasmine Lia, née le 16 décembre 2015,. Le 11 décembre 2017, le couple annonce qu'ils attendent un deuxième enfant, une petite fille prénommée Tiana Gia et qui est née le 17 avril 2018. Ils se marient en toute discrétion le 18 août 2019 à Hawaï .
Dwayne Johnson est un bon ami de l'acteur et ancien gouverneur de Californie, Arnold Schwarzenegger.
Dwayne Johnson considère Kevin Hart comme son meilleur ami[réf. nécessaire].
Il est un supporter du Heat de Miami de la NBA et des Hurricanes de Miami de la NCAA⁣. ⁣ Il est aussi fan de rugby à XV et a soutenu à plusieurs reprises le Manu Samoa lors de matchs de la Coupe du monde de la IRB. Ainsi que de rugby à XIII soutenant l'équipe nationale des Samoan, sport pratiqué par son cousin, Taioalo Junior Vaivai.

## Carrière de footballeur américain et canadien
Dwayne Johnson joue au football américain durant son passage au Freedom High School. Grâce à ses succès sportifs, il intègre l'université de Miami pour jouer avec les Hurricanes de Miami et parallèlement étudier la criminologie. Prévoyant de jouer dans la NFL à l'avenir, il est enthousiaste à l'idée que le football lui paie ses études, ses parents connaissant des problèmes financiers à l'époque. Cependant, il se blesse à l'épaule avant de pouvoir participer au repêchage NFL de l'année 1995 et commence alors à jouer au football canadien de la ligue canadienne (avec les Stampeders de Calgary) pour avoir une chance de se rendre dans la NFL de nouveau. Il est écarté de l'effectif deux mois après et retourne à Tampa, en Floride, vivre chez ses parents dans un modeste appartement, où il se bat contre une dépression. Il décide alors de tourner la page et de réaliser l'un de ses rêves d'enfance : devenir lutteur.
Le lundi 3 août 2020, Dwayne Johnson acquiert avec sa partenaire Dany Garcia, qui l'accompagnait déjà dans sa société de production SevenBucksProd en tant que PDG, la XFL (2020), une ligue mineure de football américain aux États-Unis.

## Carrière de catcheur

### Entraînement à l'United States Wrestling Federation (1995-1996)
Voyant son père et son grand-père évoluer dans une carrière de catcheur, il décide de le devenir à son tour. À la suite de cette annonce, son père décide de le former en l'avertissant qu'il ne compte pas l'aider dans la suite de sa carrière.
Il fait son premier combat le 10 mars 1996 à la World Wrestling Federation où il bat le Brooklyn Brawler avant l'enregistrement de WWF Superstars. Dans son autobiographie, il déclare avoir scripté le match du début à la fin, mais Steve Lombardi (qui incarne le Brooklyn Brawler) lui dément cela.
Il lutte ensuite dans le Tennessee à l'United States Wrestling Association (USWA) où il gagne 35 dollars par combat. Il y devient champion par équipe de l'USWA à deux reprises avec Bart Sawyer : d'abord du 17 juin au 1er juillet puis du 8 au 15 juillet,,,. Il y est aussi le rival de Jerry Lawler face à qui il perd un Loser Leaves Town match

### World Wrestling Federation / Entertainment (1996-2004)

#### Débuts (1996-1997)
Il retourne à la World Wrestling Federation (WWF) sous le nom de Rocky Maïva le 17 novembre 1996 durant les Survivor Series où il fait partie de l'équipe de Marc Mero avec Jake Roberts et The Stalker qui remportent leur match à élimination face à l'équipe d'Hunter Hearst Helmsley (Jerry Lawler, Crush et Goldust). Maïva est le seul membre de son équipe à ne pas être éliminé et donne la victoire à son équipe en faisant tomber Crush puis Goldust. Le 25 novembre, il bat à Salvatore Sincere (en) ; avant ce match Don Muraco et Lou Albano déclarent qu'il est la future star de la compagnie.

#### Nation of Domination (1997-1998)

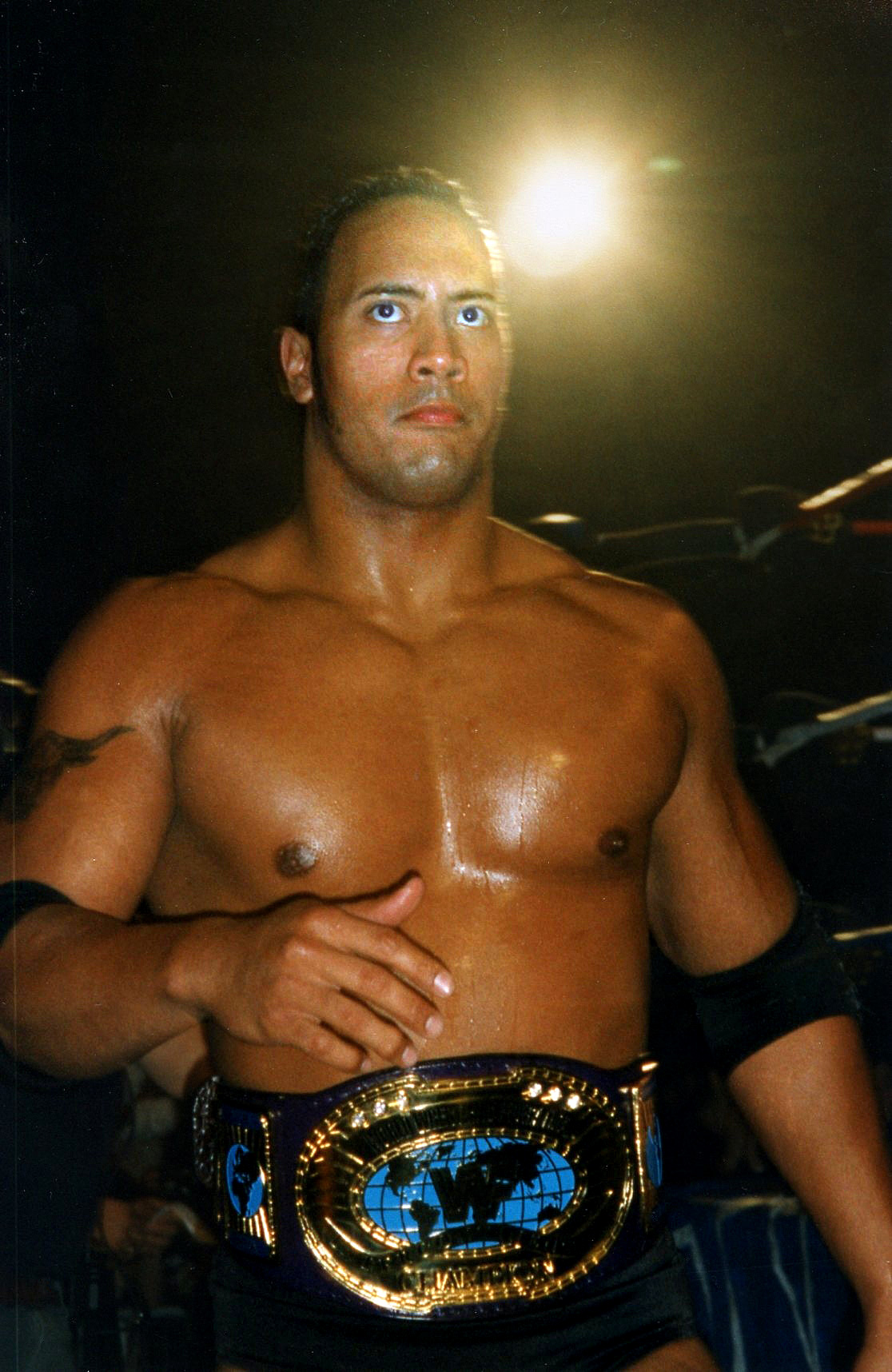
« The Rock » en tant que Champion Intercontinental.

Le 13 février 1997, il remporte l'Intercontinental Championship face à Triple H, qu'il défend ensuite victorieusement contre The Sultan lors de WrestleMania 13, avant de le perdre lors de Raw is War du 28 avril face à Owen Hart.
Rocky est un personnage qui joue le rôle d'un face, mais  étant donné que les fans ne s'attachent pas à son personnage, il n'est pas aimé par les spectateurs et est souvent hué.
Après une blessure et un arrêt de quatre mois, il revient en août, portant toujours le nom de « Rocky Maivia », étant un personnage heel cette fois. Il rejoint aussitôt la Nation of Domination, guidée par Farooq. Quelques mois après son retour, il commence à se surnommer comme People's Champion et s'introduit au nom de « The Rock ».
Par la suite, après avoir regagné l'Intercontinental Championship face à Stone Cold Steve Austin le 8 décembre à Raw, il commence une rivalité contre Ken Shamrock. Ils s'affrontent au Royal Rumble et à WrestleMania 14, où « The Rock » ressort vainqueur des deux matchs,.
En juin, la Nation et la D-Generation X font la guerre des clans et cela déclenche la rivalité entre « The Rock » et Triple H. Après avoir éliminé Triple H des qualifications du King of the Ring, « The Rock » se retrouve en finale du tournoi et s'incline face à Ken Shamrock, mais il conserve toujours son titre.
Continuant sa rivalité avec Triple H, il conserve son titre face à ce dernier lors de Fully Loaded 1998 dans un 2 Out of 3 Falls, avant de le perdre, toujours face au même adversaire lors d'un Ladder match à SummerSlam, mettant fin à un règne de huit mois. Gagnant le respect de la foule, « The Rock » commence à être aimé par les fans.
Il remporte ensuite le tournoi pour la ceinture WWE organisé aux Survivor Series. Opposé à Mick Foley, il remporte le match lorsque le président de la fédération, Vince McMahon, initialement manager de Mankind, le trahit en aidant « The Rock », plus tard rebaptisé « Corporate Champ », à remporter la victoire, d'une manière faite pour rappeler le Montreal Screwjob.

#### The Corporation(1999)
Le 4 janvier 1999 à Raw, il perd le titre face à Mankind, avant de le regagner lors du Royal Rumble face au même adversaire.
Il le perd à nouveau face à Mankind six jours plus tard à Halftime Heat, avant de le regagner à nouveau quinze jours plus tard à Raw dans un Ladder match, toujours face au même adversaire.
Lors de WrestleMania XV, il perd le titre face à Stone Cold Steve Austin dans un match arbitré par Mankind.
Il tente de récupérer le titre à Backlash dans un match arbitré par Shane McMahon, mais Austin le conserve. Le lendemain à Raw, il blâme Shane McMahon pour sa défaite, marquant ainsi la fin du clan "Corporation". « The Rock » continue alors sa carrière en solo.
En juin, il confronte l'Undertaker et les deux hommes s'affrontent au King of the Ring pour le titre, que l'Undertaker conserve avec l'aide de Triple H.
« The Rock » entre alors à nouveau en rivalité avec Triple H, où lors de Fully Loaded, ce dernier remporte le match grâce à l'aide de M. Ass.
Lors de SummerSlam, il bat M. Ass dans un "Kiss My ass match".
Fin août, il forme une équipe avec Mankind baptisé "Rock 'n' Sock Connection". Dès le premier soir de leur association, les deux hommes remportent les Tag Team Championship face à l'Undertaker et Big Show.
Parallèlement, « The Rock » tente de nouveau sa chance pour le titre mondial de Triple H à Rebellion, mais ce dernier s'en sort encore grâce à l'aide de British Bulldog.
Lors des Survivor Series, il ne remporte pas le titre WWF, battu par Big Show dans un Triple Threat match qui incluait aussi Triple H.
Le mois suivant, il remporte le Royal Rumble (2000) éliminant en dernier Big Show.
À WrestleMania 2000, un Fatal Four Way Match est mis en place entre « The Rock », Big Show, Mick Foley et Triple H, ce dernier conservant son titre.

#### Champion de la WWE (2000)

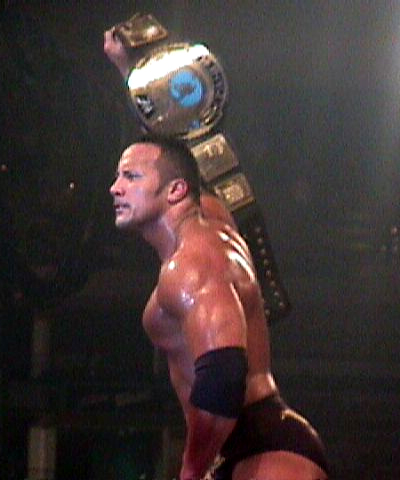
« The Rock » en tant que champion de la WWE.

« The Rock » récupère le titre face à Triple H lors de Backlash dans un match arbitré par Shane McMahon. Il le reperd un mois plus tard, à Judgment Day face au même adversaire.
« The Rock » regagne le titre lors du King of the Ring, puis le conserve face à Chris Benoit à Fully Loaded.
Un Triple Threat Match est ensuite mis en place lors du SummerSlam, entre Triple H, Kurt Angle et « The Rock », où ce dernier conserve son titre.
Lors d'Unforgiven, il conserve une nouvelle fois sa ceinture, dans Fatal Four Way Match impliquant l'Undertaker, Kane et Chris Benoit.
Il finit par perdre le titre à No Mercy face à Kurt Angle.
Lors des Survivor Series, il bat Rikishi.

#### The Invasion et départ de la WWE (2001-2004)

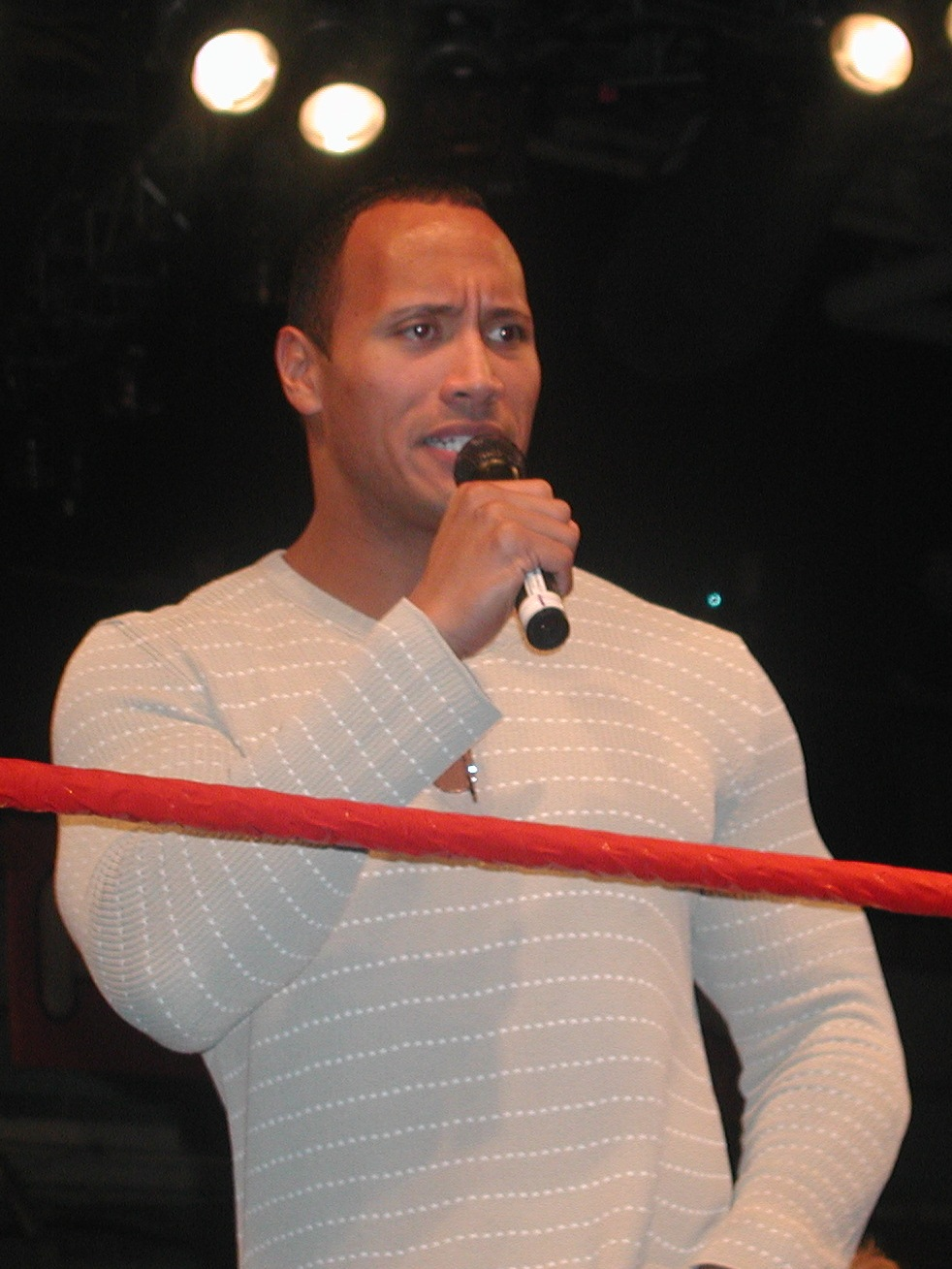
Johnson à la WWE, en 2002.

Le 21 janvier 2001 au Royal Rumble, il est éliminé en 28e position par Stone Cold Steve Austin, ce dernier vainqueur du match.
Après être devenu challenger numéro un au titre WWF en battant Big Show lors d'un épisode de SmackDown, il remporte le titre à No Way Out face à Kurt Angle.
Lors de WrestleMania X-Seven, il perd le titre face à Stone Cold Steve Austin.
Il s'absente ensuite quatre mois où il tourne les films Le Retour de la momie et Le Roi scorpion.
Il revient lors de SummerSlam, où il remporte le WWF Championship face à Booker T, qu'il perdra à No Mercy face à Chris Jericho. Il regagne le titre le 5 novembre à Raw face à Jericho.
Lors des Survivor Series, son équipe (Chris Jericho, Undertaker, Kane et Big Show) bat l'Alliance (Steve Austin, Kurt Angle, Booker T, Rob Van Dam et Vince McMahon).
Début 2002, à l'approche de WrestleMania X8, il défie Hulk Hogan pour un match dans le pay-per-view, que ce dernier accepte. « The Rock » sort vainqueur du combat. Après WrestleMania, il s'absente quelque temps pour aller tourner son troisième film Bienvenue dans la jungle.
Il revient en juin, et souhaite affronter l'Undisputed Champion, l'Undertaker. Un Triple Threat Match est organisé à Vengeance, incluant également Kurt Angle. « The Rock » sort vainqueur et remporte l'Undisputed Championship pour la septième fois de sa carrière.
Un mois plus tard, à SummerSlam, il est battu par Brock Lesnar, ne conservant pas son titre.
À la suite de ce combat, il prend une longue période de repos, dont il profite pour continuer à tourner Bienvenue dans la jungle.
Il revient en janvier 2003 pour affronter Hulk Hogan, qu'il bat lors de No Way Out, aidé par Vince McMahon et l'arbitre Sylvain Grenier.
Lors de WrestleMania XIX, il bat Stone Cold Steve Austin.
Il effectue son dernier match de l'année contre Goldberg lors de Backlash, match qu'il perdit.
Après cela, il quitte la WWE pour se lancer dans une carrière dans le cinéma.

#### Apparitions occasionnelles (2004-2009)

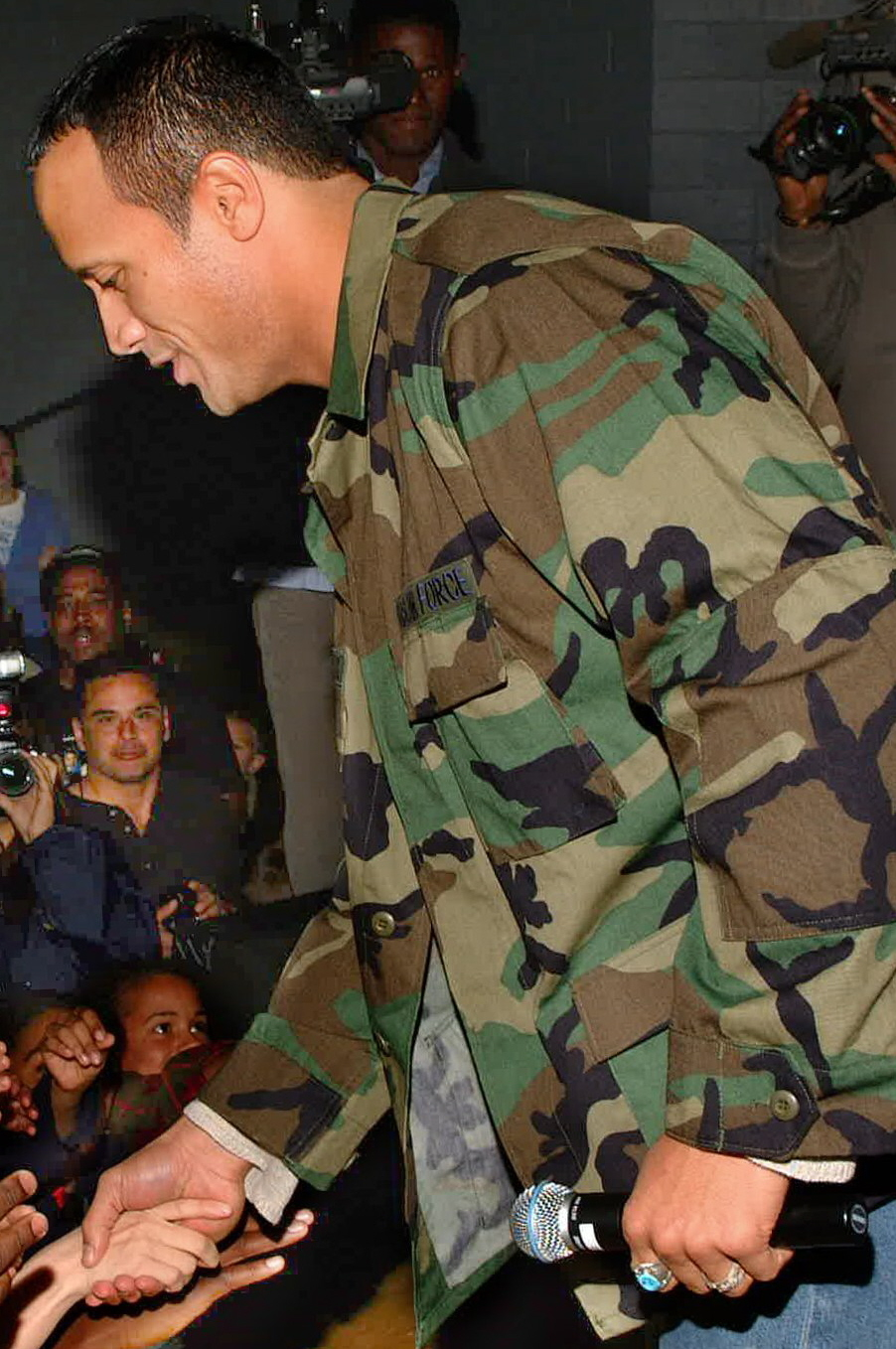
Dwayne Johnson serrant la main à ses fans, en 2006.

Dwayne fait quelques apparitions pendant l'année 2003 dont au Highlight Reel de Chris Jericho et en décembre 2003 pour aider Mick Foley contre La Résistance.
En mars 2004, avant WrestleMania XX, il effectue un retour et vient aider Mick Foley à nouveau pour faire face à l'Évolution. Il perd contre l'Évolution avec Mick Foley lors de l'édition de WrestleMania XX en 2004. « The Rock » se retire ensuite discrètement du ring, mais continue de faire des apparitions de temps en temps durant les épisodes de Raw, toujours en 2004.
Le 12 mars 2007, il fait une apparition à la WWE après pratiquement trois ans d'absence, à Raw. Il « prédit » correctement que Bobby Lashley battrait Umaga à WrestleMania 23 dans un Battle of the Billionaires match avec Donald Trump et Vince McMahon.
Le 29 mars 2008, il intronise son père, Rocky Johnson et son grand-père, Peter Maivia dans le WWE Hall of Fame. Pendant cette induction, il parodie des superstars de la WWE telles que John Cena, Santino Marella, Chris Jericho, Mick Foley, Shawn Michaels et Steve Austin.
Le 2 octobre 2009, il apparait dans un segment pour les 10 ans de SmackDown. Il aurait été contacté par la WWE afin d'être un des guest hosts de Raw pour le mois de décembre de la même année mais il n'a pas pu être présent car il était au Mexique pour le tournage d'un film[Lequel ?].[réf. souhaitée]

### Retour à la World Wrestling Entertainment (2011-2013)

#### Rivalité avec John Cena (2011-2012)

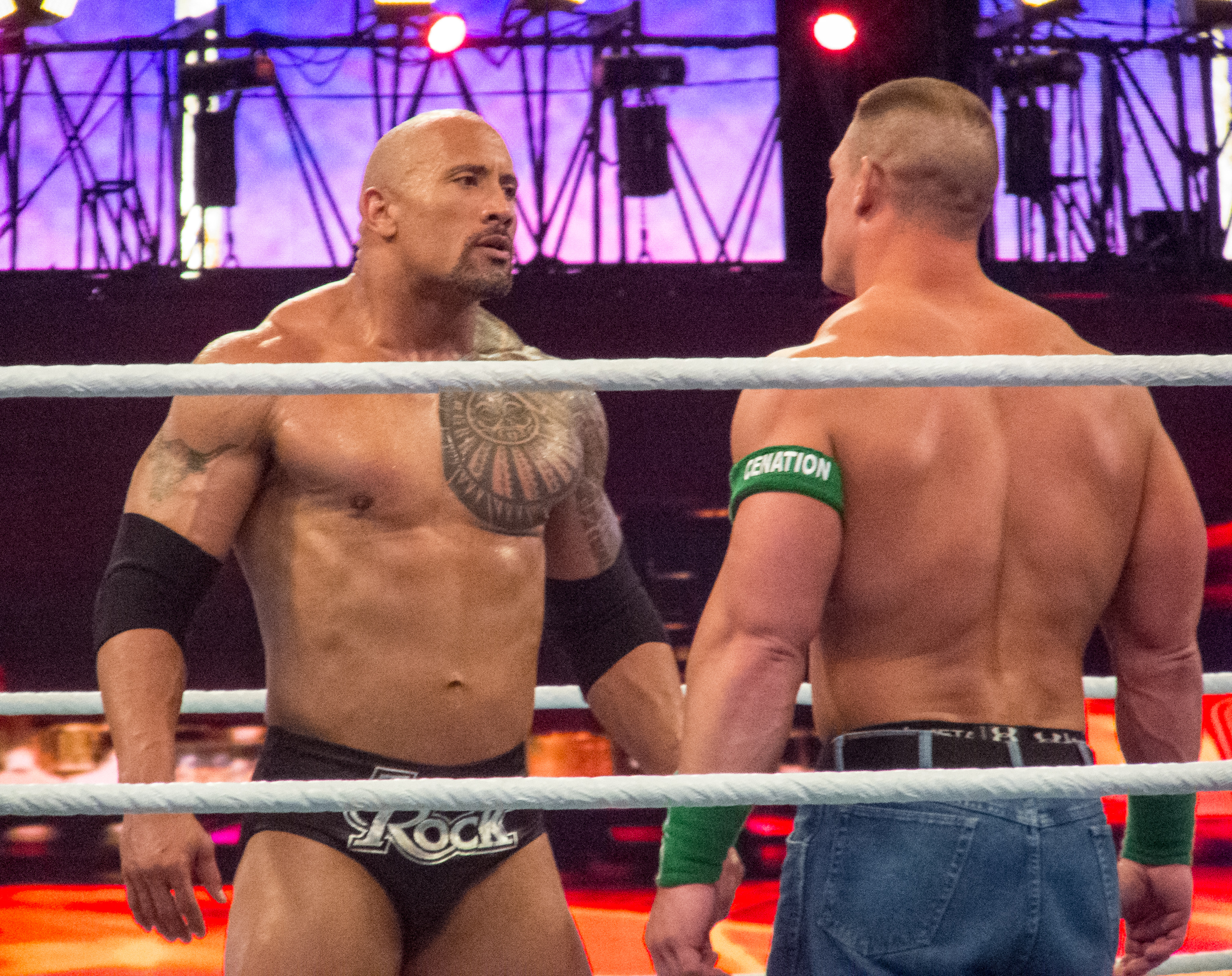
« The Rock » et John Cena se font face à WrestleMania XXVIII.

Lors de l'épisode de Raw du 14 février 2011, Dwayne Johnson fait son retour sur les rings de la WWE. Il annonce qu'il est le guest host de WrestleMania XXVII, assurant avoir des comptes à régler avec The Miz et John Cena.
Lors de WrestleMania XXVII, il intervient dans le match entre John Cena et le Miz et annonce que le match doit être rejoué. Pendant ce match transformé en « no disqualification », il attaque Cena en lui portant un Rock Bottom pour se venger du Attitude Adjustment que ce dernier lui avait infligé au Raw précédent, offrant ainsi la victoire au Miz. Après le match, durant la célébration du Miz, « The Rock » l'attaque et lui porte son People's Elbow. Le lendemain à Raw, Cena et « The Rock » officialisent le « main-event » de WrestleMania XXVIII un an à l'avance, qui opposera les deux hommes.
Le 20 novembre lors des Survivor Series, il fait équipe avec John Cena et ensemble, les deux hommes battent « The Awesome Truth » (The Miz et R-Truth) en faisant le tombé sur le Miz à la suite d'un People's Elbow. À la fin du match, il célèbre avec le public, faisant un concours avec John Cena pour savoir lequel des deux avait le plus de popularité auprès du public du Madison Square Garden, qu'il remporte ; finalement, il porte son Rock Bottom sur Cena.
Début 2012, à l'approche de WrestleMania, les deux hommes reprennent leur rivalité et se font face dans des vidéos mais aussi en face à face,,.
Lors de WrestleMania XXVIII, il bat John Cena. Le lendemain à Raw, « The Rock » le remercie en disant que le match à WrestleMania était l'un des plus grands matchs de sa carrière.

#### Rivalité avec CM Punk et Champion de la WWE (2012-2013)
Le 27 janvier 2013 au Royal Rumble, il devient le nouveau Champion de la WWE en battant CM Punk.
Le 17 février lors de l'Elimination Chamber, il conserve son titre en battant le même adversaire. Le lendemain, il présente le nouveau design du WWE Championship.
Le 25 février à Raw, il est annoncé qu'il défendra son WWE Championship contre John Cena lors de WrestleMania 29.
Lors de WrestleMania 29, il perd son titre de la WWE contre John Cena.

#### Diverses apparitions (2014-2019)

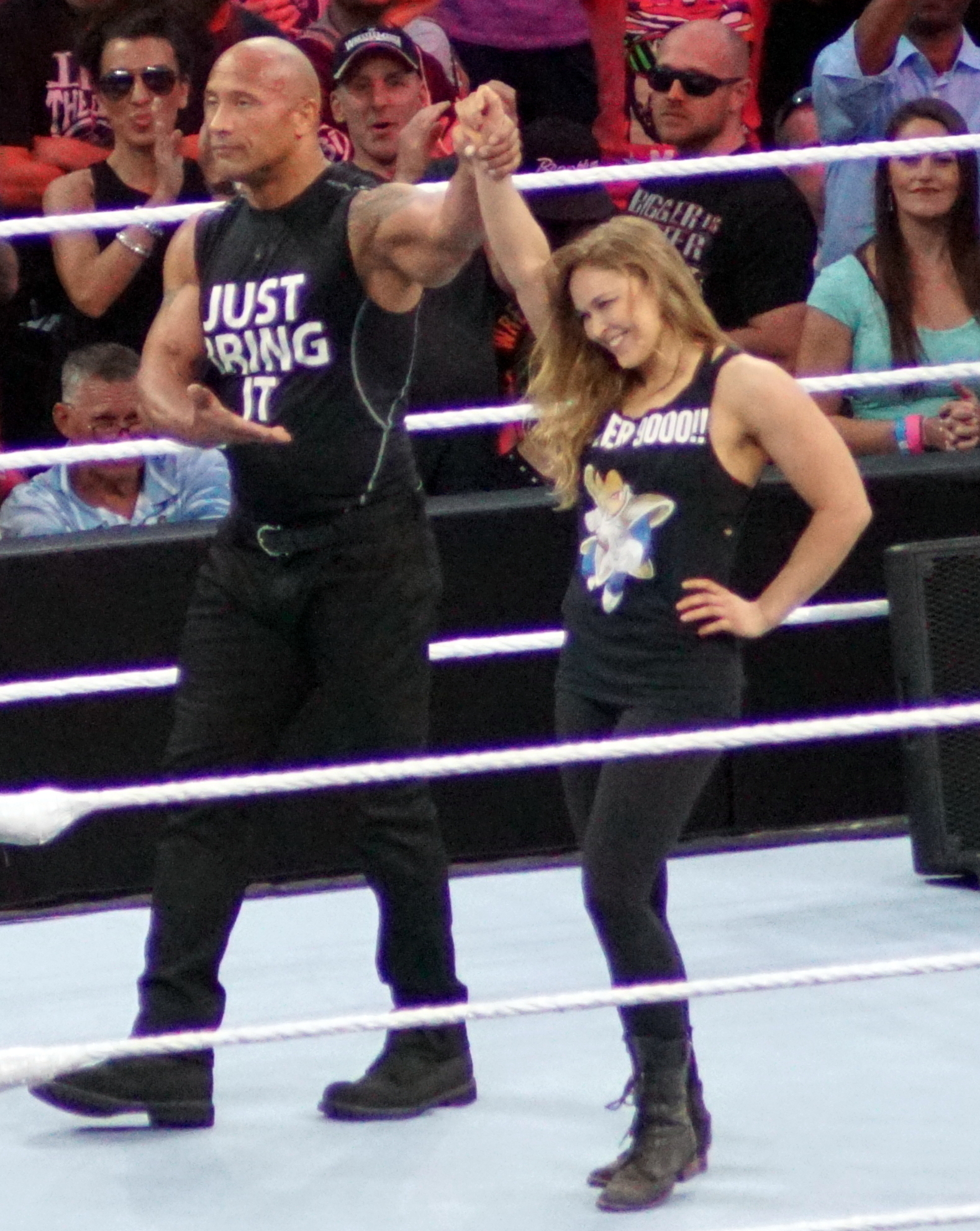
« The Rock » et Ronda Rousey à la Wrestlemania XXXI.

En avril 2014, lors de la WrestleMania XXX, il apparaît avec Stone Cold Steve Austin et Hulk Hogan. Le 6 octobre 2014, lors de WWE Raw, il attaque Rusev.
En janvier 2015, lors du Royal Rumble, il aide Roman Reigns en attaquant Big Show et Kane.
En mars 2015, lors de WrestleMania 31, Ronda Rousey et lui attaquent Triple H et Stephanie McMahon après une altercation qu'il a eu avec Triple H.
En juin 2015, il fait une apparition surprise lors du « live event » de Boston en effectuant une promo avec Bo Dallas puis en attaquant ce dernier.[réf. nécessaire]
En avril 2016, il a fait une apparition à WrestleMania 32 et lors de son discours, il a été interrompu par The Wyatt Family. Un match impromptu contre Erick Rowan a eu lieu. « The Rock » l'a battu en six secondes et obtient ainsi le record de la victoire la plus rapide de l'histoire de WrestleMania. John Cena, qui a fait son retour, l'a ensuite aidé à repousser les membres restants de la famille Wyatt.
En août 2019, il annonce qu'il prend officiellement sa retraite comme catcheur.
Le 4 octobre 2019 à SmackDown, il effectue son dernier retour, lui & Becky Lynch attaquent King Corbin, en lui appliquant un People's Elbow, et un Rock Bottom.

#### Membre du conseil d'administration de TKO et de la Bloodline (2024)
Le 27 janvier 2024, il devient membre du conseil d'administration du groupe TKO, le groupe dont la WWE fait partie avec l'UFC. Le 16 février à SmackDown, il effectue un Heel Turn, car il rejoint officiellement la Bloodline de Roman Reigns et reconnaît son cousin comme son Tribal Chief.
Le 6 avril à WrestleMania XL, Roman Reigns et lui battent Cody Rhodes et Seth "Freakin" Rollins. Le lendemain, pendant le Bloodline Rules match entre son cousin et The American Nightmare pour le titre Universel incontesté, il intervient dans le match, attaque John Cena avant d'être lui-même attaqué par l'Undertaker et ne peut empêcher la défaite de Roman Reigns.

### Palmarès
- World Wrestling Federation / Entertainment (WWE)
  - 8 fois Champion de la WWE
  - 2 fois Champion du monde de la WCW
  - 2 fois Champion Intercontinental de la WWF / WWE
  - 5 fois Champion du Monde par équipes de la WWF / WWE
    - 3 fois avec Mick Foley
    - 1 fois avec The Undertaker
    - 1 fois avec Chris Jericho

  - Vainqueur du Royal Rumble 2000
  - Vainqueur du tournoi Deadly Games aux Survivor Series 1998
  - Slammy Award 2012 du moment marrant de l'année
  - Slammy Award 2013 du moment marrant de l'année
  - Slammy Award 2013 du match de l'année (contre John Cena à Wrestlemania XXIX)
- United States Wrestling Association
  - 2 fois Champion par équipes de la USWA avec Bret Sawyer
- 26e cérémonie des Kids' Choice Awards
  - Gagnant du prix Nickelodeon Kids Choice Awards dur à cuire
  - en 2015 il entre le Guinness World Records pour le plus grand nombre de (selfies) prises en trois minutes, à l'Odeon Leicester Square de Londres. Dwayne a capturé 105 selfies sur le tapis rouge avec des fans de films excités[90].
- 2017 : 43e cérémonie des People's Choice Awards
  - Acteur comique préféré

### Récompenses des magazines
- Pro Wrestling Illustrated
  - Élu match de l'année 1999 contre Mankind
  - Élu catcheur le plus populaire de l'année en 1999 et en 2000
  - Élu catcheur de l'année 2000 par les fans
  - Élu match de l'année 2002 contre Hulk Hogan

| Année     | 1996   | 1997   | 1998   | 1999   | 2000   | 2001   | 2002   |
| Rang      | 167    | 103    | 11     | 5      | 2      | 14     | 9      |
| Référence | [ 91 ] | [ 92 ] | [ 93 ] | [ 94 ] | [ 95 ] | [ 96 ] | [ 97 ] |

- Liste des prix du Wrestling Observer Newsletter
  - Membre du Wrestling Observer Hall of Fame (intronisé en 2007)
  - Catcheur s'étant le plus amélioré de l'année (Most Improved) (1998)
  - Catcheur qui a été la plus grosse attraction de l'année (Best Box Office Draw) (2000) (2011)
  - Catcheur qui donne les meilleures interviews (Best on Interviews) (1999) (2000)
  - Catcheur le plus charismatique de l'année (Most Charismatic) (1999) (2000) (2002) (2011)
  - Catcheur ayant le meilleur Gimmick de l'année (Best Gimmick) (1999)

## Carrière d'acteur

### Débuts
En 1998, Dwayne Johnson commence sa carrière d'acteur avec un rôle à la télévision, le temps d'un épisode, dans la série télévisée That '70s Show. Les années suivantes, il continue à faire ses classes en participant à des séries comme Traque sur Internet, Star Trek : Voyager ou encore DAG.
En 2001, Dwayne Johnson obtient son premier rôle (secondaire) au cinéma dans le film Le Retour de la momie.
En 2002, il obtient son premier rôle principal dans le film Le Roi Scorpion. Pour ce film, il reçoit un salaire estimé à 5,5 millions de dollars,.
En 2003, il confirme son statut de tête d'affiche avec le film d'aventures Bienvenue dans la jungle.

### Confirmation difficile

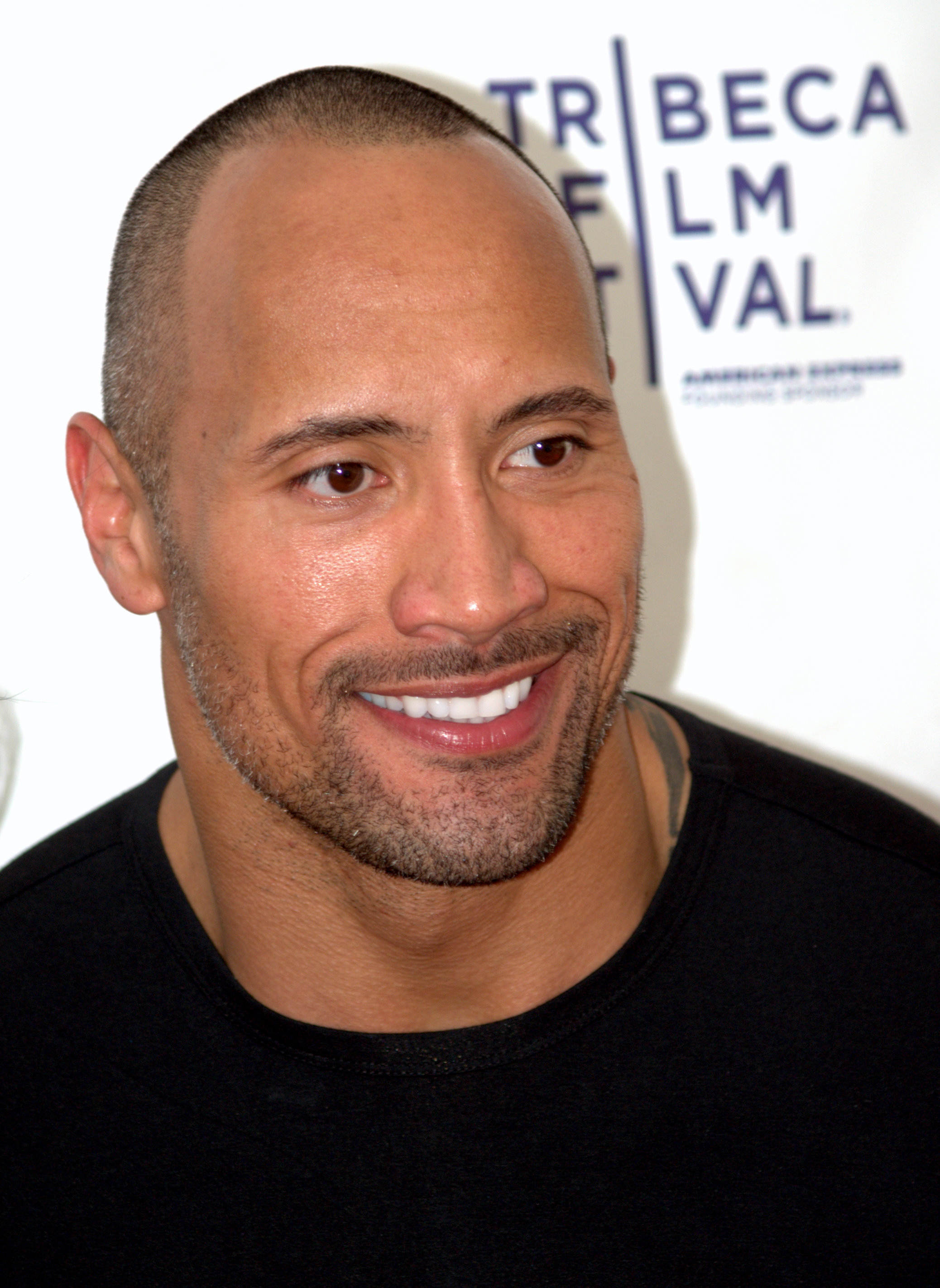
Dwayne Johnson au Festival international du film de Tribeca 2009.

L'année suivante, il porte le film d'action Tolérance Zéro de Kevin Bray qui échoue commercialement.
En 2005, il fait partie de la nombreuse distribution de la comédie Be Cool de F. Gary Gray et persévère dans le film d'action avec Doom d'Andrzej Bartkowiak, mais qui est un énorme échec au box-office.
En 2006, il répète la même stratégie : en participant au thriller fantastique choral Southland Tales de Richard Kelly et en star d'action de Rédemption. Le premier est un cuisant échec commercial, tandis que le second rembourse à peine son budget.
En 2007, il effectue la première de ses collaborations avec les studios Disney dans la comédie familiale Maxi papa. Il poursuit avec La Montagne ensorcelée en 2009 et Fée malgré lui en 2010.
Entre-temps, il joue des seconds rôles dans des comédies d'action : Max la Menace avec Steve Carell et Anne Hathaway ainsi que Very Bad Cops, avec Mark Wahlberg et Will Ferrell.

### Franchises à succès et films d'actions

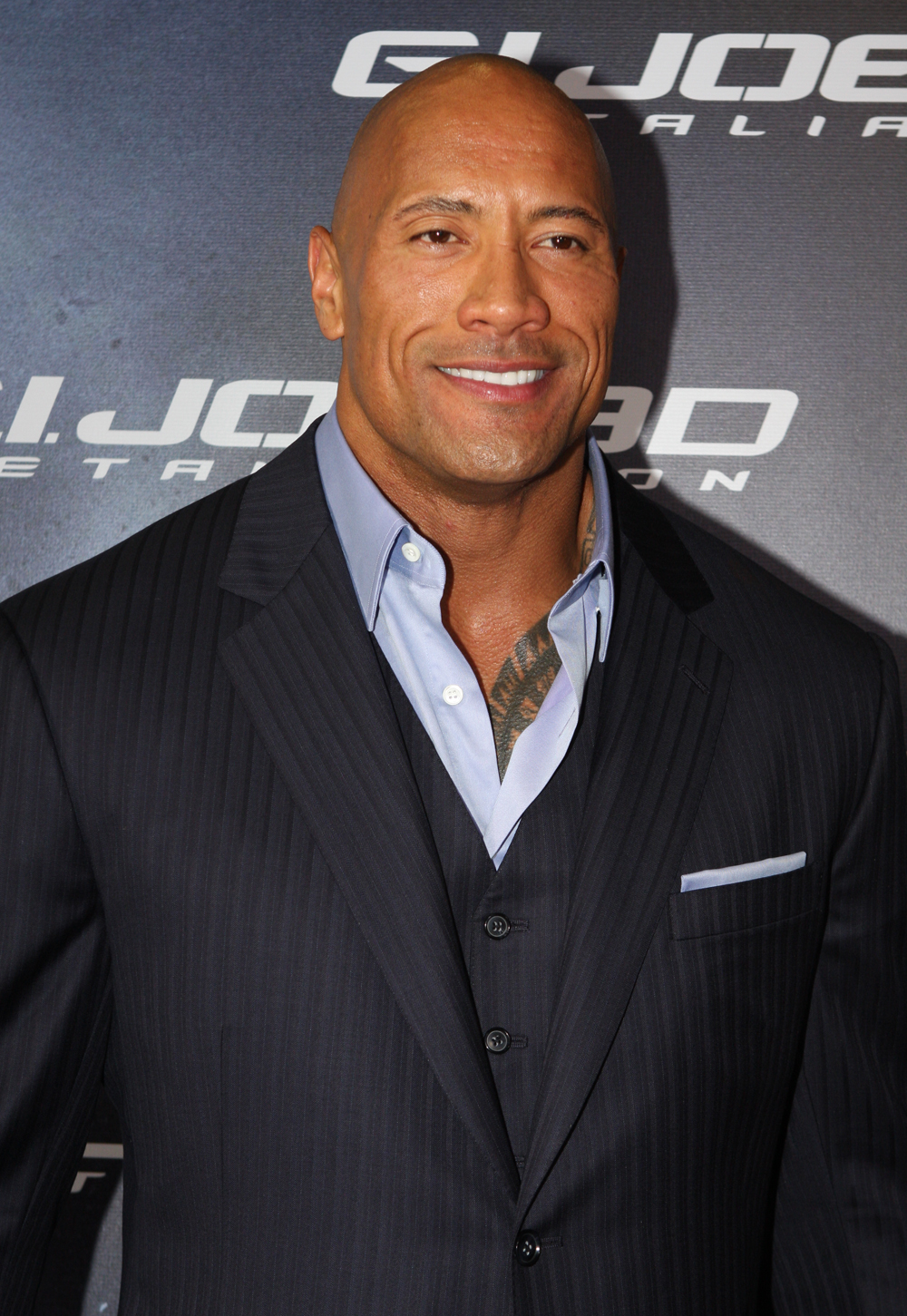
Dwayne Johnson à la première australienne de G.I. Joe : Conspiration, en mars 2013.

En 2010, il essaie de revenir en héros de film d'action avec Faster de George Tillman Jr., mais le film est un échec commercial. La même année, il est choisi pour intégrer la distribution du blockbuster Fast and Furious 5. Sorti en 2011, ce cinquième opus engrange 86 millions de dollars lors du premier week-end de sa sortie aux États-Unis, ce qui fait du film le gros succès au box-office de la franchise et aussi le plus gros succès cinématographique de l'acteur.
En 2012, il incarne Hank Parsons dans le film Voyage au centre de la Terre 2 : L'Île mystérieuse. Cette suite surpasse au box-office le premier film porté par Brendan Fraser et deux suites sont annoncées avec Dwayne Johnson toujours dans le rôle principal. Ce dernier a finalement annoncé l'annulation de ces projets en 2018.
En 2013, ses deux autres tentatives en tête d'affiche dans un film d'action se soldent par de nouveaux échecs : Infiltré de Ric Roman Waugh est privé d'une sortie internationale et Empire State de Dito Montiel sort directement en vidéo. Toutefois, il se relance grâce à ses participations à deux franchises d'action populaires : Fast and Furious 6 de Justin Lin, nouveau gros succès, suivi de G.I. Joe : Conspiration, deuxième film de la saga, réalisé par Jon Chu, à qui le studio commande une suite. Il boucle cette prolifique année en participant à la satire d'action No Pain No Gain de Michael Bay, en tête d'affiche aux côtés de Mark Wahlberg et Anthony Mackie, qui est un succès.
En 2014, il incarne Hercule dans le film du même nom, qui divise la critique, mais se place convenablement au box-office, surtout à l'international. La même année, il est annoncé pour interpréter le rôle de Black Adam dans le prochain film intitulé Shazam, rôle qu'il confirme lui-même un peu plus tard,.
En 2015, il reprend son rôle de Luke Hobbs dans le film Fast and Furious 7. Le film obtient un succès appréciable au box-office et selon le site Box Office Mojo, les recettes générées à l'échelle mondiale au moment de sa sortie en salle permettent au film de se classer au septième rang des films ayant connu les weekends d'ouverture les plus lucratifs avec une somme totale de 1 516 045 911 dollars. Cela lui permet d'accéder à la troisième place du classement de l'année 2015 et d'occuper le neuvième rang des meilleures performances de tous les temps au box office international. La même année, il est aussi la vedette du blockbuster catastrophe San Andreas, pour lequel il retrouve le réalisateur Brad Peyton, qui est un succès, surtout à l'étranger.
En 2018, il obtient le rôle principal du film Jungle Cruise de Jaume Collet-Serra, initialement prévu pour 2020, mais repoussé en raison de la pandémie en 2021.

### Projets
Dwayne Johnson travaille sur plusieurs projets, via sa société de production Seven Bucks Productions :
- Big Trouble In Little China 2[120] avec Dwayne Johnson : il s'agit de la suite du film Les Aventures de Jack Burton dans les griffes du mandarin ;
- The Janson Directive[121] avec John Cena : film basé sur un roman de Robert Ludlum ;
- Muscle Beach[122] : série TV ayant pour cadre la fameuse salle de sport de Venice Beach dans les années 80, sur un script de Jeremiah Friedman et Nick Palmer ;
- Doc Savage[123] de Shane Black, avec Dwayne Johnson inspiré de l’œuvre de Lester Dent ;
- San Andreas 2[124] de Brad Peyton, avec Dwayne Johnson, Carla Gugino, Alexandra Daddario, suite du film San Andreas de 2015 ;
- The King[125],[126] de Robert Zemeckis, avec Dwayne Johnson dans le rôle du roi d’Hawaï, Kamehameha, sur un scénario de Randall Wallace.
- The Smashing Machine[127] scénario et réalisation de Ben Safdie, une biographie du champion de MMA et de lutte, Mark Kerr, dont Dwayne Johnson jouera le rôle.

## Filmographie
Sauf indication contraire, les informations mentionnées dans cette section peuvent être confirmées par la base de données cinématographiques IMDb,  présente dans la section « Liens externes ».

### Cinéma

#### Longs métrages
- 2001 : Le Retour de la momie (The Mummy Returns) de Stephen Sommers : le roi Scorpion
- 2001 : Longshot de Lionel C. Martin : Mugger
- 2002 : Le Roi Scorpion (The Scorpion King) de Chuck Russell : Mathayus, le roi Scorpion
- 2003 : Bienvenue dans la jungle (The Rundown) de Peter Berg : Beck
- 2004 : Tolérance Zéro (Walking Tall) de Kevin Bray : Chris Vaughn
- 2005 : Be Cool de F. Gary Gray : Elliot Wilhelm
- 2005 : Doom d'Andrzej Bartkowiak : Sarge
- 2006 : Southland Tales de Richard Kelly : Boxer Santaros / Jericho Cane
- 2006 : Rédemption (Gridiron Gang) de Phil Joanou : Sean Porter
- 2007 : Alerte à Miami : Reno 911 ! (Reno 911!: Miami) de Robert Ben Garant : Rick Smith, agent du SWAT (non crédité)
- 2007 : Maxi papa (The Game Plan) d'Andy Fickman : Joe Kingman
- 2008 : Max la Menace (Get Smart) de Peter Segal : agent 23
- 2009 : La Montagne ensorcelée (Race to Witch Mountain) d'Andy Fickman : Jack Bruno
- 2010 : Fée malgré lui (Tooth Fairy) de Michael Lembeck : Derek Thompson
- 2010 : Pourquoi je me suis marié aussi ? (Why Did I Get Married Too?) de Tyler Perry : le collègue de Patricia (non crédité)
- 2010 : Very Bad Cops d'Adam McKay : Christopher Danson
- 2010 : Encore toi ! (You Again) d'Andy Fickman : Air Marshal (non crédité)
- 2010 : Faster de George Tillman Jr. : James Cullen, dit « le Conducteur »
- 2011 : Fast and Furious 5 de Justin Lin : agent Luke Hobbs
- 2012 : Voyage au centre de la Terre 2 : L'Île mystérieuse (Journey 2: The Mysterious Island) de Brad Peyton : Hank Parsons
- 2013 : Infiltré (Snitch) de Ric Roman Waugh : John Matthews
- 2013 : G.I. Joe : Conspiration (G.I. Joe: Retaliation) de Jon Chu : le sergent-major Marvin « Roadblock » Hinton
- 2013 : Empire State de Dito Montiel : James Ransome
- 2013 : No Pain No Gain (Pain and Gain) de Michael Bay : Paul Doyle
- 2013 : Fast and Furious 6 de Justin Lin : agent Luke Hobbs
- 2014 : Hercule (Hercules) de Brett Ratner : Hercule
- 2015 : Fast and Furious 7 (Furious 7) de James Wan : agent Luke Hobbs
- 2015 : San Andreas de Brad Peyton : Raymond « Ray » Gaines
- 2015 : Jem et les Hologrammes (Jem and the Holograms) de Jon M. Chu : Dwayne Johnson[n 2]
- 2016 : Agents presque secrets (Central Intelligence) de Rawson Marshall Thurber : Bob Stone
- 2017 : Fast and Furious 8 (The Fate of the Furious) de F. Gary Gray : agent Luke Hobbs
- 2017 : Baywatch : Alerte à Malibu (Baywatch) de Seth Gordon : Mitch Buchannon
- 2017 : Jumanji : Bienvenue dans la jungle (Jumanji: Welcome to the Jungle) de Jake Kasdan : Dr Smolder Bravestone, l'avatar de Spencer Gilpin
- 2018 : Rampage : Hors de contrôle (Rampage) de Brad Peyton : Davis Okoye
- 2018 : Skyscraper de Rawson Marshall Thurber : Will Sawyer
- 2019 : Une famille sur le ring (Fighting with My Family) de Stephen Merchant : Dwayne « The Rock » Johnson[n 2]
- 2019 : Fast and Furious: Hobbs and Shaw (Fast and Furious Presents: Hobbs and Shaw) de David Leitch : Luke Hobbs
- 2019 : Jumanji: Next Level (Jumanji: The Next Level) de Jake Kasdan : Dr Smolder Bravestone, l'avatar d'Eddie et de Spencer
- 2021 : Jungle Cruise de Jaume Collet-Serra : Francisco Lopez de Heredia / Frank Wolff
- 2021 : Free Guy de Shawn Levy : la voix du braqueur de banque (caméo)
- 2021 : Red Notice de Rawson Marshall Thurber : John Hartley
- 2022 : Black Adam de Jaume Collet-Serra : Black Adam
- 2023 : Fast and Furious 10 de Louis Leterrier : agent Luke Hobbs (caméo scène post-générique)
- 2024 : Red One de Jake Kasdan : Callum Drift (également producteur)

Prochainement
- 2025 : The Smashing Machine de Benny Safdie : Mark Kerr (également producteur)
- 2026 : Breakthrough de Darren Aronofsky[128] (également producteur)

#### Courts métrages
- 2008 : Disaster! A Major Motion Picture Ride... Starring You! de Jay Torres (non crédité)
- 2015 : Manny Pacquiao Becomes a Professional Wrestler de Michael Burke et Alex Richanbach
- 2015 : Fast and Furious: Supercharged de Thierry Coup : agent Luke Hobbs
- 2017 : Gone Fishing de Ron Clements et John Musker : Maui (animation, voix originale)
- 2021 : Black Adam Precursor : Black Adam (animation, voix originale)

#### Films d'animation
- 2009 : Planète 51 (Planet 51) de Jorge Blanco : le capitaine Charles T. Baker (voix originale)
- 2016 : Vaiana : La Légende du bout du monde (Moana) de Ron Clements et John Musker : Maui (voix originale)
- 2022 : Krypto et les Super-Animaux (DC League of Super-Pets) de Jared Stern et Sam Levine : Krypto le super-chien ; Teth-Adam / Black Adam et son chien Anubis (scène postgénérique - voix originale)
- 2024 : Vaiana 2 de David G. Derrick Jr. : Maui (voix originale)

### Télévision

#### Séries télévisées
- 1998 : That '70s Show : Rocky Johnson[n 2],[98] (saison 1, épisode 15 : Le Catch, c'est Bath)
- 1999 : Traque sur Internet : Brody (saison 1, épisode 20 : Extrêmes Duels)
- 2000 : Star Trek: Voyager : le champion (saison 6, épisode 15 : Tsunkatse)
- 2000 : DAG : The Rock[n 2] (saison 1, épisode 5 : Losing Judith)
- 2007 : Hannah Montana : Dwayne Johnson[n 2] (saison 2, épisode 17 : Don't Stop Til You Get the Phone)
- 2007 : Cory est dans la place : Dwayne Johnson[n 2] (saison 1, épisode 21 : Never the Dwayne Shall Meet)
- 2009 : Saturday Night Live : The Rock Obama[n 2] (émission de variétés à sketchs - saison 35, épisode 4 : Gerard Butler/Shakira)
- 2009 : Les Sorciers de Waverly Place : lui-même (saison 2, épisode 15 : Art Teacher)
- 2010 : Cubed : Dwayne Johnson[n 2] (saison 1, épisode 19 : Episode 19)
- 2011-2012 : Clash Time : The Rock[n 2] (11 épisodes)
- 2013 : America's Book of Secrets : Bigfoot (saison 2, épisode 9 : The Mystery of Bigfoot)
- 2015-2019 : Ballers : Spencer Strasmore (47 épisodes)
- 2016-2017 : Seven Bucks Digital Studios : Pokerock, Duke Fontana et autres personnages (70 épisodes)
- 2017 : Lifeline : lui-même (saison 1, épisode 1)
- 2019-2020 : Le Défi des titans (The Titan Games) : lui-même (téléréalité - 13 épisodes)
- 2021-2023 : Young Rock : Dwayne Johnson[n 2] (37 épisodes)

#### Séries d'animation
- 2010 : Les Griffin : lui-même (voix originale - saison 8, épisode Peter perd la mémoire : lui-même <small, épisode 10 : Peter perd la mémoire)
- 2010 : Transformers: Prime : Cliffjumper (voix originale - saison 1, épisode 1 : Le Retour des Decepticons)

### Jeux vidéo
Sauf indication contraire, les informations mentionnées dans cette section peuvent être confirmées par la base de données cinématographiques IMDb,  présente dans la section « Liens externes ».
Note : Dans tous les jeux vidéo de WWE où Dwayne Johnson a prêté sa voix, il est crédité sous l'appellation « lui-même ».
- 1998 : WWF War Zone (voix originale)
- 1999 : WWF WrestleMania 2000 (voix originale)
- 1999 : WWE Attitude (voix originale)
- 2000 : WWF SmackDown! 2: Know Your Role (voix originale)
- 2002 : The Scorpion King: Rise of the Akkadian : Mathayus (voix originale)
- 2002 : WWE WrestleMania X8 (voix originale)
- 2003 : WWE Crush Hour (voix originale)
- 2004 : WWE Day of Reckoning (voix originale)
- 2004 : WWE SmackDown! vs. Raw (voix originale)
- 2005 : WWE SmackDown! vs. Raw 2006 (voix originale)
- 2005 : WWE Day of Reckoning 2 (voix originale)
- 2006 : WWE SmackDown vs. Raw 2007 (voix originale)
- 2006 : Spy Hunter: Nowhere to Run : Alex Decker (voix originale)
- 2007 : WWE SmackDown vs. Raw 2008 (voix originale)
- 2009 : WWE SmackDown vs. Raw 2010 (voix originale)
- 2010 : SmackDown vs. Raw 2011 (voix originale)
- 2010 : Planète 51 : le capitaine Charles T. Baker (voix originale)
- 2011 : WWE '12 (voix originale)
- 2012 : WWE '13 (voix originale)
- 2013 : WWE 2K14 (voix originale)
- 2014 : WWE 2K15 (voix originale)
- 2015 : WWE 2K16[129] (voix originale)
- 2016 : WWE 2K17 (voix originale)
- 2017 : WWE 2K18 (voix originale)
- 2018 : WWE 2K19 (voix originale)
- 2019 : WWE 2K20 (voix originale)
- 2021 : Fortnite : « La Fondation »

### Distinctions
(octobre 2023).
Motif : Informations à vérifier (catégories traduites maladroitement ou précisions fictives des genres dans les intitulés...)

#### Récompenses
- Teen Choice Awards 2001 : meilleur méchant dans un film d'action pour Le Retour de la momie
- CinemaCon 2012 : meilleure star masculine d'action de l'année
- Kids' Choice Awards 2013 : meilleur acteur botteur de derrière dans une comédie d'aventure pour Voyage au centre de la Terre 2 : L'Île mystérieuse
- BTVA People's Choice Voice Acting Award 2017 : meilleure performance vocale pour l'ensemble de la distribution dans une comédie d'animation pour Vaiana : La Légende du bout du monde (partagée avec Auli'i Cravalho, Alan Tudyk, Temuera Morrison, Nicole Scherzinger, Rachel House et Jemaine Clement)
- NAACP Image Awards 2017 : interprète de l'année
- Kids' Choice Awards 2017 : meilleurs amis pour toujours partagé avec Kevin Hart dans une comédie d'action pour Agents presque secrets
- People's Choice Awards 2017 : meilleur acteur préféré dans une série télévisée comique pour Ballers
- Teen Choice Awards 2017 : meilleur acteur dans une comédie d'animation pour Vaiana : La Légende du bout du monde

#### Nominations
- Teen Choice Awards 2011, 2013, 2017 : meilleur acteur dans un film d'action dans Fast and Furious 5, G.I. Joe : Conspiration et Fast and Furious 8
- Teen Choice Awards 2013, 2015 : meilleure alchimie à l'écran partagée avec Vin Diesel et Paul Walker dans Fast and Furious 6 et Fast and Furious 7
- Teen Choice Awards 2013, 2015, 2016 : meilleur acteur de cinéma de l'été dans Fast and Furious 6, San Andreas et Agents presque secrets
- Village Voice Film Poll 2013 : meilleur acteur dans un second rôle masculin dans No Pain No Gain
- Teen Choice Awards 2014 : meilleure star de cinéma de l'été dans Hercule
- MTV Movie Awards 2016 :
  - meilleure séquence d'action dans San Andreas
  - meilleur héros dans San Andreas
- Critics' Choice Movie Award 2016 : meilleur acteur dans une comédie dans Agents presque secrets
- Teen Choice Awards 2017 :
  - meilleur acteur dans une comédie dans Baywatch : Alerte à Malibu
  - meilleur duo avec Zac Efron dans Baywatch : Alerte à Malibu
- Image Awards 2016 : meilleur acteur dans une série comique dans Ballers
- Image Awards 2017 : 
  - meilleur acteur dans une série comique dans Ballers
  - meilleure performance vocale dans un film ou à la télévision dans Vaiana : La Légende du bout du monde
- Image Awards 2018 : meilleur acteur dans une série comique dans Ballers
- MTV Movie Awards 2018 : meilleure équipe à l'écran dans Jumanji : Bienvenue dans la jungle
- Teen Choice Awards 2018 : meilleur acteur dans un film de science-fiction dans Rampage : Hors de contrôle
- Kids' Choice Awards 2019 : acteur de cinéma préféré / botteur de fesses préféré dans Skyscraper

## Voix francophones
En France, David Krüger est la voix française régulière de Dwayne Johnson depuis le film Fast and Furious 5 en 2011. Il le double notamment à dix-neuf reprises dans G.I. Joe : Conspiration, No Pain No Gain, Hercule, Baywatch : Alerte à Malibu, les films Jumanji, etc.. Auparavant, il était doublé de manière régulière par Guillaume Orsat, qui l'a doublé dans Maxi papa, Max la Menace, La Montagne ensorcelée, Very Bad Cops, etc.. Il le double aussi en 2015 dans San Andreas et en 2018 dans Rampage : Hors de contrôle. Occasionnellement, Bruno Dubernat, (dans  Bienvenue dans la jungle, Rédemption, Cory est dans la place, Hannah Montana et Infiltré) et Gilles Morvan (dans Star Trek: Voyager, Doom et Ballers) l'ont également doublé à cinq et trois reprises. À titre exceptionnel, Dominik Bernard (dans Tolérance Zéro et Be Cool), Christophe Peyroux (dans That '70s Show,), Thierry Desroses (dans Southland Tales), Gérard Darier (dans Le Roi Scorpion) et Mathieu Moreau (dans Fée malgré lui) lui ont aussi prêté leur voix. Par ailleurs, Dwayne Johnson n'a pas de dialogue doublé en version française dans le film Le Retour de la momie.
Pour les films d'animation, Vincent Cassel est sa voix dans Planète 51, pour le personnage du capitaine Chuck Baker. Pour son rôle de Maui dans Vaiana : La Légende du bout du monde, c'est Anthony Kavanagh qui le double, tant en France qu'au Québec, mais selon deux scripts différents.
Au Québec, Benoît Rousseau est la voix québécoise régulière de l'acteur. À titre exceptionnel, il a été doublé par Marc-André Bélanger dans Vitesse extrême, Gilbert Lachance dans Doom et Jean-Luc Montminy dans Le Traqueur.
Versions françaises
- David Krüger dans les films Fast and Furious  et Jumanji, G.I. Joe : Conspiration, No Pain No Gain, Hercule[n 3], etc.

Versions québécoises
Note : La liste indique les titres québécois.
- Benoît Rousseau[132] dans les séries de films Rapides et Dangereux et Jumanji, Les Renforts, Coup musclé, San Andreas, Alerte à Malibu, Ravages, Gratte-ciel, etc.